# Copa de Naciones de África Occidental 1987
La Copa de Naciones de África Occidental 1987 fue la 5.º y última edición de este torneo de fútbol a nivel de selecciones nacionales organizado por la WAFU y que contó con la participación de 8 selecciones nacionales de África Occidental, 3 más que en la edición anterior.
El campeón defensor Ghana venció a Liberia en la final disputada en Liberia para ganar el título por quinta edición consecutiva.

## Fase de grupos

### Grupo A
| Nación       | Pts | J | G | E | P | GF | GC | GD |
| ------------ | --- | - | - | - | - | -- | -- | -- |
| Liberia      | 5   | 3 | 2 | 1 | 0 | 4  | 0  | +4 |
| Nigeria      | 3   | 3 | 1 | 1 | 1 | 4  | 3  | +1 |
| Burkina Faso | 2   | 3 | 1 | 0 | 2 | 3  | 4  | -2 |
| Benín        | 2   | 3 | 0 | 2 | 1 | 3  | 7  | -1 |

| 30/1/1987 | Liberia      | 2–0 | Nigeria      |
| 1/2/1987  | Burkina Faso | 0–2 | Liberia      |
| 1/2/1987  | Benín        | 1–1 | Nigeria      |
| 3/2/1987  | Liberia      | 0–0 | Benín        |
| 3/2/1987  | Nigeria      | 3–0 | Burkina Faso |
| 5/2/1987  | Burkina Faso | 3–2 | Benín        |

### Grupo 2
| Nación          | Pts | J | G | E | P | GF | GC | GD |
| --------------- | --- | - | - | - | - | -- | -- | -- |
| Ghana           | 6   | 3 | 3 | 0 | 0 | 9  | 0  | +9 |
| Togo            | 4   | 3 | 2 | 0 | 1 | 2  | 3  | -1 |
| Costa de Marfil | 2   | 3 | 1 | 0 | 2 | 1  | 3  | -2 |
| Níger           | 0   | 3 | 0 | 0 | 3 | 0  | 6  | -6 |

| 31/1/1987 | Ghana           | 2–0 | Costa de Marfil |
| 31/1/1987 | Togo            | 1–0 | Níger           |
| 2/2/1987  | Níger           | 0–4 | Ghana           |
| 2/2/1987  | Costa de Marfil | 0–1 | Togo            |
| 4/2/1987  | Ghana           | 3–0 | Togo            |
| 4/2/1987  | Costa de Marfil | 1–0 | Níger           |

## Semifinales
| Equipo 1 | Resultado | Equipo 2 |
| -------- | --------- | -------- |
| Ghana    | 3-1       | Nigeria  |
| Liberia  | 3-0       | Togo     |

## Tercer lugar
| Equipo 1 | Resultado | Equipo 2 |
| -------- | --------- | -------- |
| Nigeria  | 3-1       | Togo     |

## Final
| Equipo 1 | Resultado | Equipo 2 |
| -------- | --------- | -------- |
| Ghana    | 2-1       | Liberia  |

## Campeón
| Copa de Naciones de África Occidental 1987 |
| ------------------------------------------ |
| Bandera de Ghana                           |
| Ghana 5.º Título                           |